# Boryana Kaleyn
Boryana Nikolaeva Kaleyn (em búlgaro: Боряна Николаева Калейн; Sófia, 23 de agosto de 2000) é uma ginasta rítmica búlgara.

## Início da vida
Kaleyn começou a fazer ginástica rítmica aos seis anos. Sua ginasta favorita é Maria Petrova. Fora da ginástica, ela gosta de pintar e disse que gostaria de fazer uma exposição de seu trabalho no futuro.

## Carreira

### Júnior
Kaleyn começou a aparecer em competições internacionais juniores em 2008. Ela competiu na Copa do Mundo Júnior e nos eventos do Grand Prix Júnior. Em 2013, ela quebrou a perna esquerda em seu primeiro evento da Copa do Mundo Júnior. De 10 a 16 de junho de 2014, Kaleyn competiu no Campeonato Europeu Júnior de 2014. Junto com Erika Zafirova e Katerina Marinova, ela terminou em quarto lugar no evento por equipes. Ela se classificou para a final da bola e ganhou a medalha de bronze, que foi a única medalha conquistada por um búlgaro no evento. Em 2015, Kaleyn ganhou o bronze geral na Copa do Mundo Júnior de Sófia de 2015.

### Sênior
Kaleyn estreou como veterana na temporada de 2016. Ela terminou em 10º no geral no torneio Baltic Hoop International. Em seu próximo evento no final de março, o Torneio Internacional Sênior de Lisboa, ela terminou em 4º no geral. Ela se classificou para todas as finais de aparelhos e ganhou prata no arco e fita e bronze com tacos e bola. Em maio, ela quebrou o tornozelo esquerdo e não pôde competir no Campeonato Europeu. Mais tarde na temporada, ela terminou em 10º no geral na Copa Corbeil-Essonnes.
No Campeonato Europeu de 2023 em Baku, Kaleyn ganhou seu primeiro título europeu após competir a última rotina na final geral. Ela também ganhou ouro na competição por equipes, prata com maças e bronze com arco. No Campeonato Mundial em Valência, ela ficou em sexto lugar na final geral após largar seu aparelho em duas rotinas. No entanto, ela ganhou ouro por equipe com o resto da equipe búlgara, junto com medalhas de prata em maças e fita.
Nos Jogos Olímpicos de Verão de 2024, em Paris, classificou-se para a final geral em terceiro lugar. Na final, ela ganhou a medalha de prata, que foi a primeira para a Bulgária na ginástica rítmica individual desde que Adriana Dunavska ganhou a prata nas Olimpíadas de Verão de 1988. Ela disse depois: "Quando eu tinha seis anos, comecei a treinar ginástica com o sonho de ganhar uma medalha olímpica. Isso finalmente se tornou realidade."